# Begampur
Begampur är en ort i Indien.   Den ligger i distriktet Hugli och delstaten Västbengalen, i den östra delen av landet, 1 300 km sydost om huvudstaden New Delhi. Begampur ligger 8 meter över havet och antalet invånare är 9 831.
Terrängen runt Begampur är mycket platt. Runt Begampur är det mycket tätbefolkat, med 10 000 invånare per kvadratkilometer. Närmaste större samhälle är Haora, 18,2 km söder om Begampur. Runt Begampur är det i huvudsak tätbebyggt.